# Казарго
Казарго (итал. Casargo) — коммуна в Италии, располагается в регионе Ломбардия, в провинции Лекко.
Население составляет 894 человека (2008 г.), плотность населения составляет 45 чел./км². Занимает площадь 20 км². Почтовый индекс — 23831. Телефонный код — 0341.

## Демография
Динамика населения:

## Администрация коммуны
- Официальный сайт: http://www.comune.casargo.lc.it/